# Andranovory
Andranovory est une commune urbaine malgache située dans la partie centre-ouest de la région d'Atsimo-Andrefana.

## Géographie
Andranovory est situé sur la route nationale 7 à 70 km de Tuléar et 64 km de Sakaraha. 
La ville est également le point de départ de la route nationale 10 qui mène à Ambovombe.